# Mézpálma

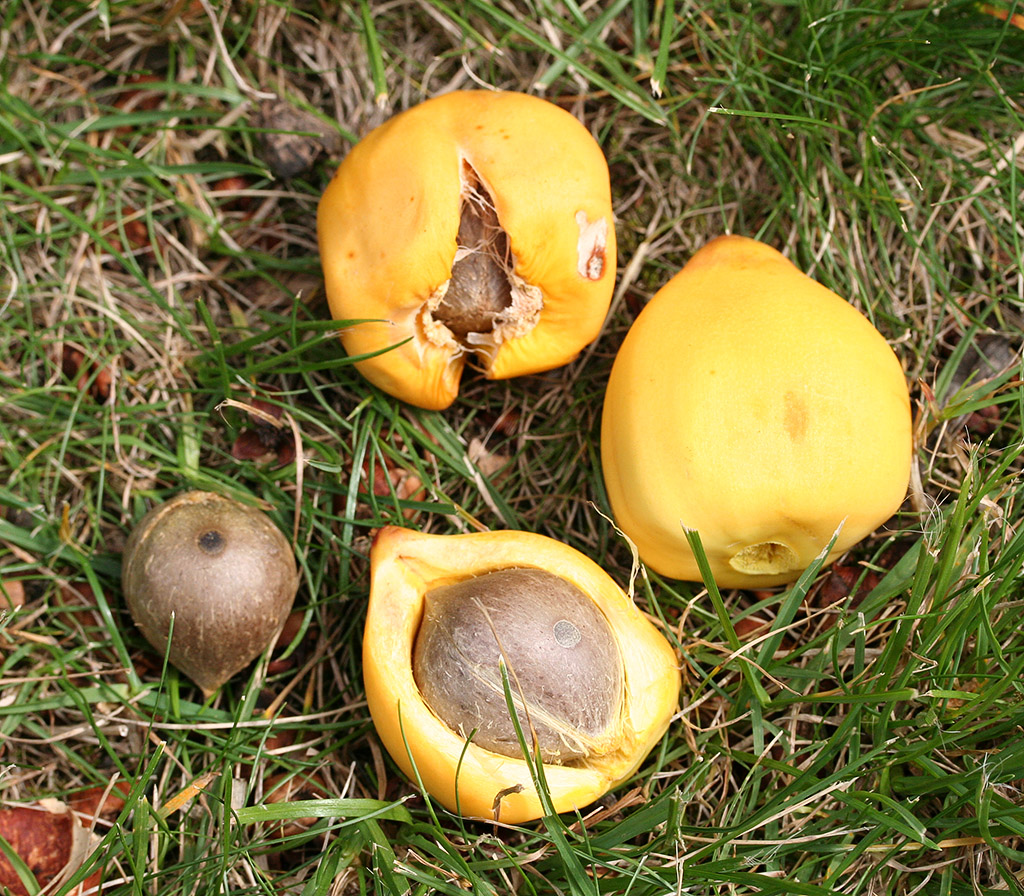
Termései a Tasmániai Botanikus Kertben

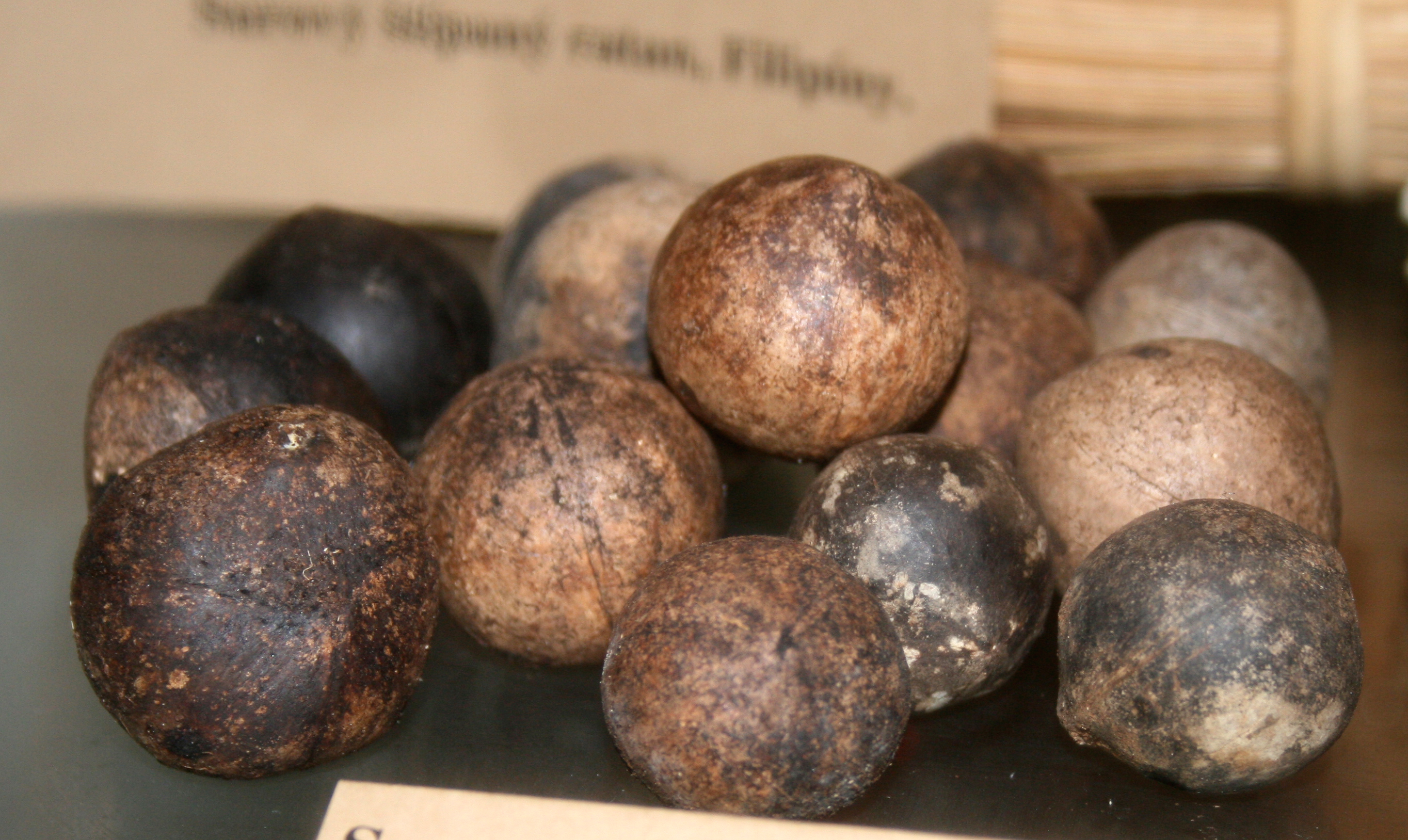
Magvai a Prágai Botanikus Kertben

A mézpálma (Jubaea) a pálmafélék (Arecaceae) családjában a Cocoeae nemzetségcsoport Butiinae al-nemzetségcsoportjának egyik nemzetsége egy recens fajjal.

## Származása, elterjedése
Kizárólag Chilében fordul elő. Valaha a Húsvét-szigeten is megtelepedett, de ott az emberek és patkányok túlfogyasztása miatt kipusztult. A maradványokból nem állapítható meg, hogy ottani állománya a chilei mézpálmával azonos fajú volt-e vagy a földrajzi vikarizmus folytán önálló fajjá különült-e el (Flenley).

## Megjelenése, felépítése
A világ legmagasabb pálmafája, legalább 20 méteresre nő. Világosszürke, hengeres törzsének átmérője az egy métert is elérheti.
Kis. diószerű termését rostos réteg borítja.

## Életmódja
Chile középső részén a La Campana Nemzeti Parkban a Maytenus boariával nő együtt. Erdeik aljnövényzetében több veszélyeztetett faj talál otthont:
- Adiantum gertrudis,
- Avellanita bustillosii,
- Beilschmiedia berteroana,
- Beilschmiedia miersii,
- Crinodendron patagua,
- Cryptocarya alba,
- Dasyphyllum excelsum,
- Krameria cistoidea,
- Lomatia hirsuta,
- Persea meyenian,
- Porlieria chilensis,
- Puya coquimbensis,
- Puya venusta.[2]

## Felhasználása
Termése igazi ínyencfalat. A törzs nedvéből méznek nevezett cukorszirupot sűrítenek, illetve alkoholos italt erjesztenek. Törzséből csónakokat, házakat építenek. Termésének rostos burkából köteleket készítettek.